# Rockall
Rockall är en obebodd klippö i norra Atlanten, belägen 350 kilometer väster om Yttre Hebriderna. Ön annekterades år 1955 av Storbritannien, men området omkring ön är fortfarande omtvistat. Det är ett viktigt fiskeområde, och man spekulerar att det finns stora olje- och gasfyndigheter där.

## Geografi
Rockall är en isolerad klippa i Atlanten. Den når en höjd av 21 meter över havet och har en längd av cirka 31 meter och bredd av 25 meter. Rockall ligger i östra delen av Rockall Bank, ett grunt och fiskrikt område som har en längd från sydväst till nordost på cirka 160 km och bredd på cirka 80 km. Rockall Bank ligger sällan mer än 180 meter under havsytan. Cirka 200 meter norr om Rockall ligger Hasselwood Rock, en 13 meter bred klippa som bara når 1 meter över havet vid lågvatten. 2 km öster om Rockall finns revet Helen's Reef strax under havsytan.

## Geologi
Rockall består av bergarten granit med ovanligt hög andel av grundämnet natrium. Bergarten är peralkalin det vill säga att i ett QAP-diagram (Q= kvarts, A= kalium- och natriumfältspat, P= plagioklas) hamnar bergarten där plagioklashalten är låg.

Klassificering av bergarter i ett QAP-diagram enligt Streckeisen

 Utöver de ljusa mineralen kvarts och fältspat framträder i graniten mörkare stråk med förhöjd halt av natriumpyroxenen ägerin NaFe3+Si2O6 och natriumamfibolen riebeckit ☐Na2(Fe2+3Fe3+2)Si8O22(OH)2. Rockall är typlokal för mineralet bazirit BaZr(Si3O9). Graniten innehåller också zirkonium och cerium. Bergarten på Rockall antas ha bildats under eocen, för cirka 55 miljoner år sedan.

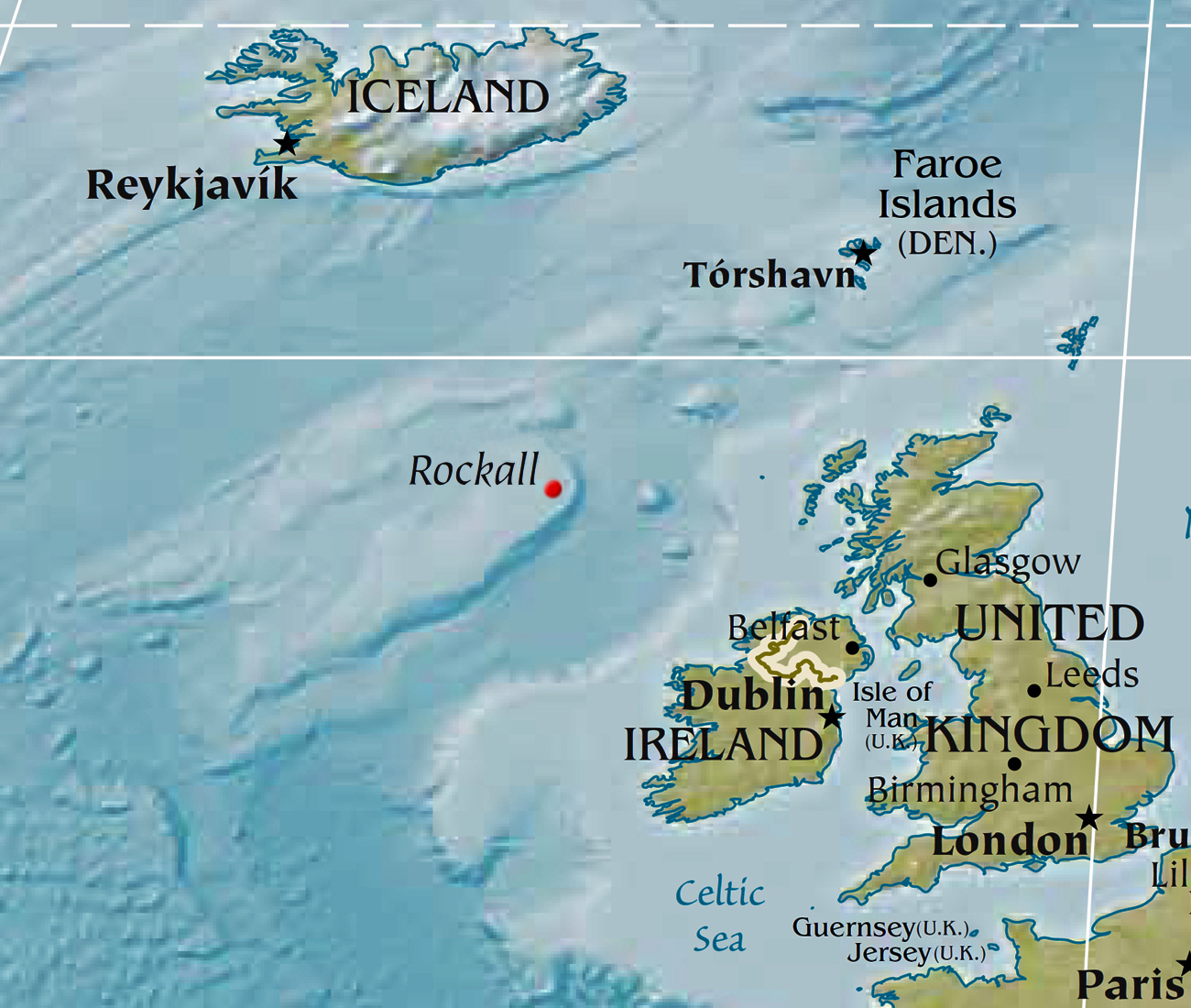
Karta över Rockall med Rockall Bank.

## Historia

### Fram till 1700-talet
Rockall är med säkerhet känd sedan 1500-talet när sjöfarten över Atlanten tog fart, men fiskare kan ha varit på platsen tidigare.
Klippön Rocol finns utsatt på en karta från 1606 av holländaren Willem Janszoon Blaeu.
1686 förliste ett fartyg vid Rockall. Några besättningsmän överlevde och kunde ta sig till St Kilda.

### 1800-talet
Första kända landstigning gjordes 8 september 1811 av en liten grupp från den brittiska fregatten Endymion och en man lyckades klättra upp till toppen. Man gjorde uppmätningar, tog geologiska prover med mera. Den brittiske sjöofficeren Basil Hall deltog och hans livfulla skildring återges i Fisher, Rockall (1956). En liten avsats på klippan har senare fått namnet Hall's ledge.
Efter den första landstigningen 1811 kom fartyg från den brittiska flottan ganska ofta till vattnen vid Rockall för att utföra djupmätningar och andra undersökningar.
1823 förliste handelsfartyget Helen på revet öster om Rockall och sexton personer omkom medan tolv man kunde räddas. Revet var känt sedan tidigare, men man hade felbedömt fartygets position. Revet heter nu Helen's Reef.
1839 förliste Charlotte vid Rockall, men arton män i besättningen räddades.
1862 sker en ny kortvarig landstigning, denna gång från det brittiska ångfartyget Porcupine.
På 1860-talet börjar man att fiska i allt större omfattning runt Rockall.
Den första ambitiösa forskningsexpeditionen till Rockall med omgivning organiserades av The Royal Irish Academy och gjordes sommaren 1896 med ångfartyget Granuile. Man gjorde ett par försök att landstiga på klippan, men tvingades att avstå på grund av väderförhållandena. Man kunde i alla fall genomföra bottentrålning i området, studera fågelfaunan och alger som växte i vattenlinjen på Rockall och även fotografera klippan för första gången.

### 1900-talet
Den 28 juni 1904 förliste det danska fartyget SS Norge på Helen's Reef, på väg från Köpenhamn till New York. Ombord fanns mer än 700 passagerare och en besättning på cirka 80 man. Minst 630 personer omkom.
Den 6 augusti 1910 besökte det norska forskningsfartyget Michael Sars Rockall.
Sommaren 1921 gjorde en fransk expedition på fartyget Pourqoui-Pas? IV ett par mycket ambitiösa och lyckosamma landstigningar på Rockall. Man tog mineralprover och växtprover från klippans nedre del.
Den 18 september 1955 landsattes på Rockall tre man från den brittiska flottan samt naturforskaren James Fisher med hjälp av en helikopter från örlogsfartyget Vidal. Man samlade in en stor mängd prover från den övre delen av klippan och kunde därmed komplettera Pourqoui-Pas? fynd från 1921. Den brittiska flaggan hissades och man gjorde formellt anspråk på Rockall för den brittiska kronan.
1972 satte Storbritannien upp ett litet fyrtorn på Rockall.
1985 tillbringade Tom McClean ensam 40 dagar på Rockall.
1997 tillbringade tre aktivister från Greenpeace 42 dagar på Rockall och utropade den nya staten Waveland.

### 2000-talet
2014 tillbringade Nick Hancock ensam 45 dagar på Rockall.

## Växt- och djurliv

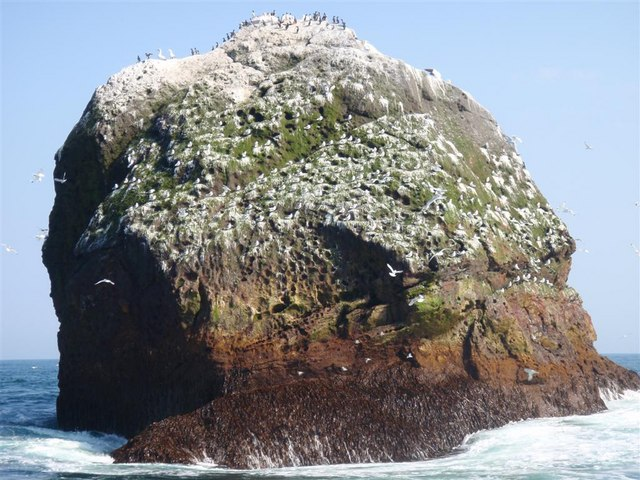
Rockall med sjöfåglar.

Växtlivet på klippan består huvudsakligen av olika sorters alger. Det är tydligt uppdelat i olika skikt beroende på närheten till vattnet.
- Underst finns ett område där vågor, dyning och tidvatten gör att det tidvis ligger under vattenytan, den littorala zonen. I denna zon, cirka 0-3 meter, finns rikligt med brunalger.
- Skiktet ovanför, cirka 3-6 meter, är bara sparsamt bevuxet med olika slag av röda och gröna alger.
- På nästa skikt, cirka 6-9 meter, finns blågröna alger (cyanobakterier).
- På översta delen av klippan, cirka 9-21 meter, finns stora kala ytor, men också områden med gröna och blågröna alger.

Fåglar använder Rockall för att vila på och sporadiskt även som häckningsplats. Toppen av klippan är vit av guano. De vanligaste arterna är stormfågel, havssula, tretåig mås och sillgrissla. I övrigt förekommer bara ett fåtal djurarter, bland annat strandsnäcka och kräftdjuret Hyale pevostii.
I havet på Rockall Bank förekommer bland annat torsk, långa och lubb.

## Svenskt fiske vid Rockall
Vattnen på Rockall Bank är rika på bland annat långa och lubb och efter andra världskriget började svenska långafiskare att söka sig dit. Fisket bedrevs med långrev (backefiske) 90-100 km sydväst om Rockall där djupet var 150-180 meter. Man fiskade 20-30 dagar innan man styrde hemåt. 1960 deltog 28 båtar i fisket kring St Kilda och Rockall. Många av dem gjorde flera turer samma säsong. Totalt landades uppåt 1 300 ton detta år. Brita av Skärhamn tog på tjugo dagar 1965 upp femtio ton långa vid Rockall. 
Med tiden avtog det svenska storsjöfisket vid Shetland och Rockall. 1975 var endast tre svenska båtar i området, och på 1990-talet upphörde fisket helt. Arbetet var farligt både för manskap och materiel. 1976 införde Storbritannien en fiskegräns på 200 nautiska mil från Rockall, men från 1997 drogs gränsen i stället utifrån St Kilda. EU beslutade senare om hur fiskeområdena skulle delas upp mellan kuststaterna Storbritannien, Irland, Island och Färöarna.

## Rockall i kulturen
Rockall har nämnts i flera olika litterära eller musikaliska verk.

Inledningen till Gustaf Hellströms roman Snörmakare Lekholm får en idé (1927) lyder:
Man närmade sig Sverige.
Tidigt en eftermiddag hade man några sjömil låringsvis om babord, i en sjunkande och kall decembersol, sett bränningarna bryta sig höga som hus mot Rockalls vattenökensensliga och guanovita sockertopp.
Terence Hanbury Whites fantasyroman The Master (1957) om en man, The Master, som från sin bas inuti klippan Rockall planerar att göra sig till härskare över hela jorden.
Den irländska folkmusikgruppen The Wolfe Tones gjorde 1975 låten "Rock On Rockall", i vilken man hävdar att Rockall tillhör Irland.
Den svenske tonsättaren Åke Hermanson (1923-1996) skrev 1984 det musikaliska verket Rockall, urtidsversion i nutid för 2 horn, trombon, tuba, slagverk, op. 29.
Författaren John Esse Larsen försöker i sin Odysseus : Isse fra Od (2006) visa att Homeros Odysséen i själva verket utspelas i och kring de nordiska länderna. Den tionde sången i Odysséen, rad 513-515, lyder: Där är en plats, där i Acherons flod Periflegeton strömmar /  jämte Kokytos, som själv är en arm av det stygiska vattnet; / just där sig vattnen förena med dån, sig reser en klippa. Denna klippa är Rockall, menar Larsen.
Kirmen Uribes roman Bilbao – New York – Bilbao (2008) berättar bland annat om författarens farfar, fiskaren Liborio, och dennes upplevelser vid Rockall.